# موسى نياخات
موسى نياخات (ولد في 8 مارس 1996) هو لاعب كرة قدم فرنسي محترف يلعب حاليًا في كمدافع لماينز 05 في الدوري الألماني.

## مسيرته الكروية
في يوليو 2018 ، انضم نياخات إلى ماينتس 05 من نادي ميتز مقابل مبلغلم يعلن عنه، وقام بتوقيع عقد لمدة خمس سنوات حتى عام 2023.

## روابط خارجية
- موسى نياخات على موقع الاتحاد الأوربي (الإنجليزية)
- موسى نياخات على موقع قاعدة بيانات كرة القدم.إي يو (الإنجليزية)
- موسى نياخات على موقع Soccerbase.com (لاعب) (الإنجليزية)
- موسى نياخات على موقع Soccerway.com (الإنجليزية)
- موسى نياخات على موقع عالم كرة القدم.نت (الإنجليزية)
- موسى نياخات  على سكروي
- Moussa Niakhaté at the French Football Federation (in French)